# Ancho indio

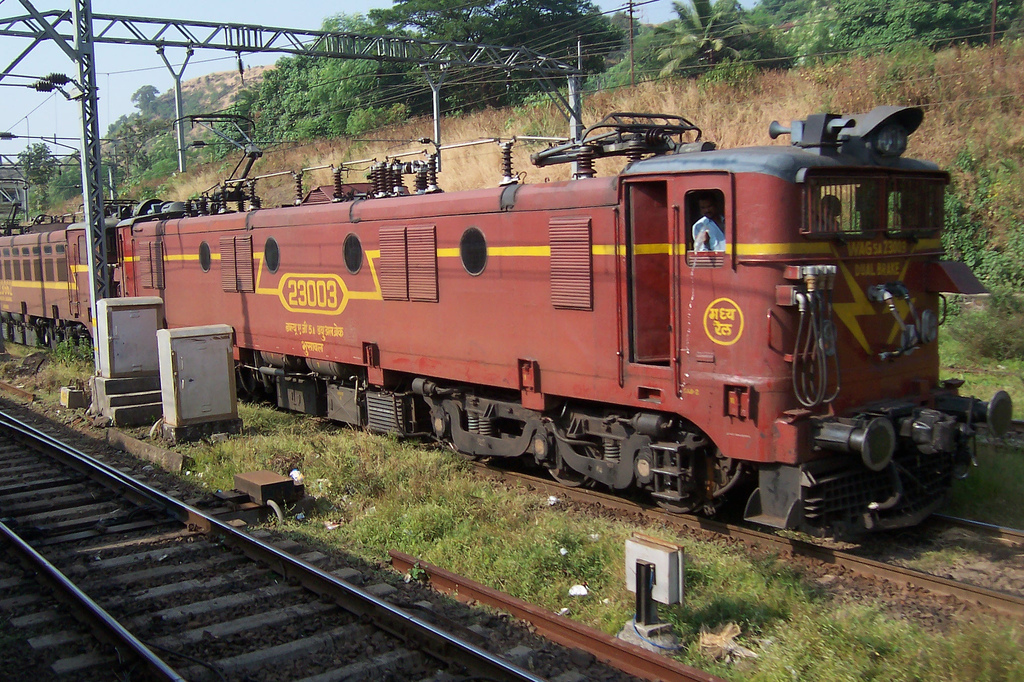
Locomotora de ancho indio

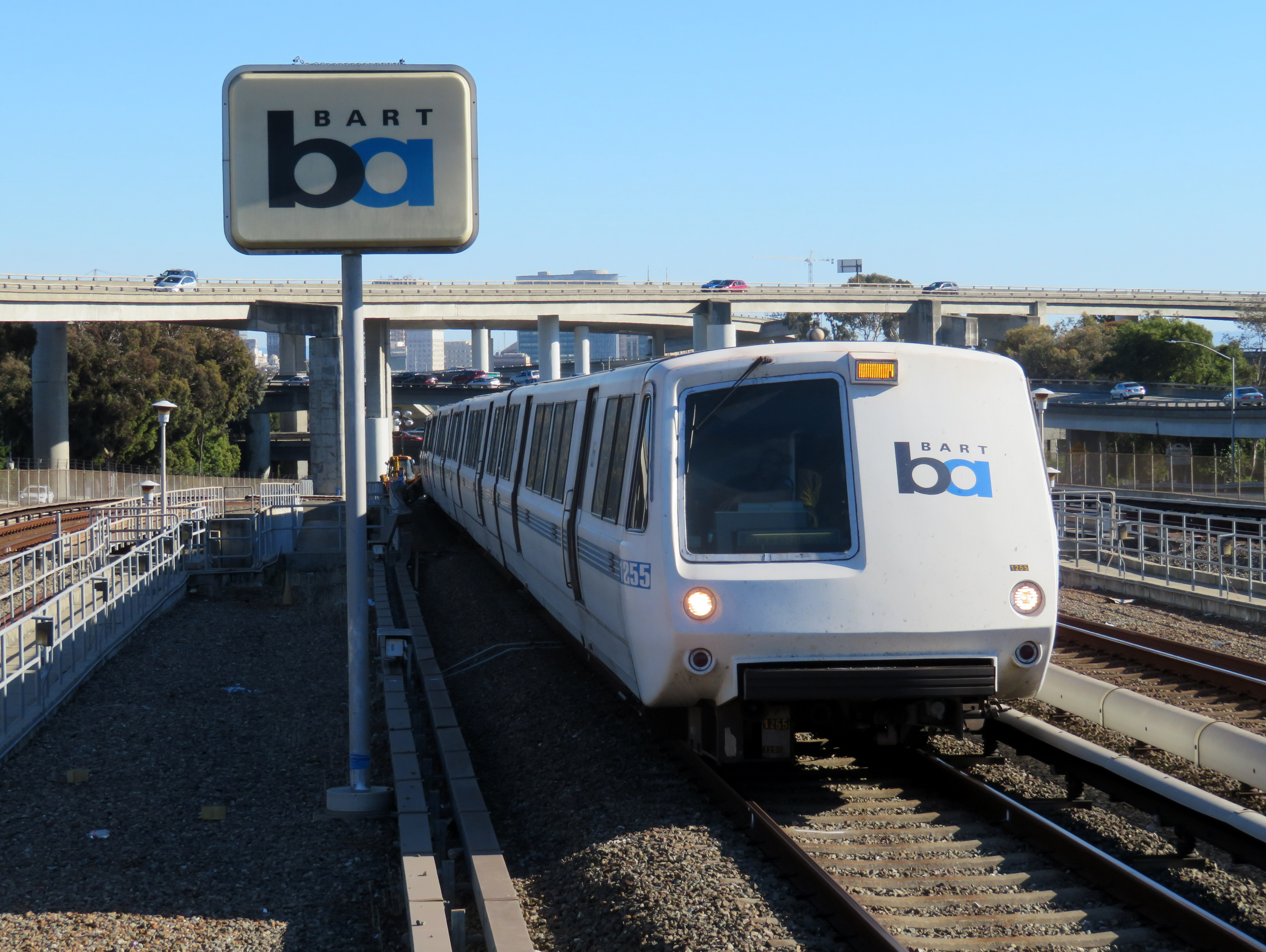
Unidad del BART (junio de 2018)

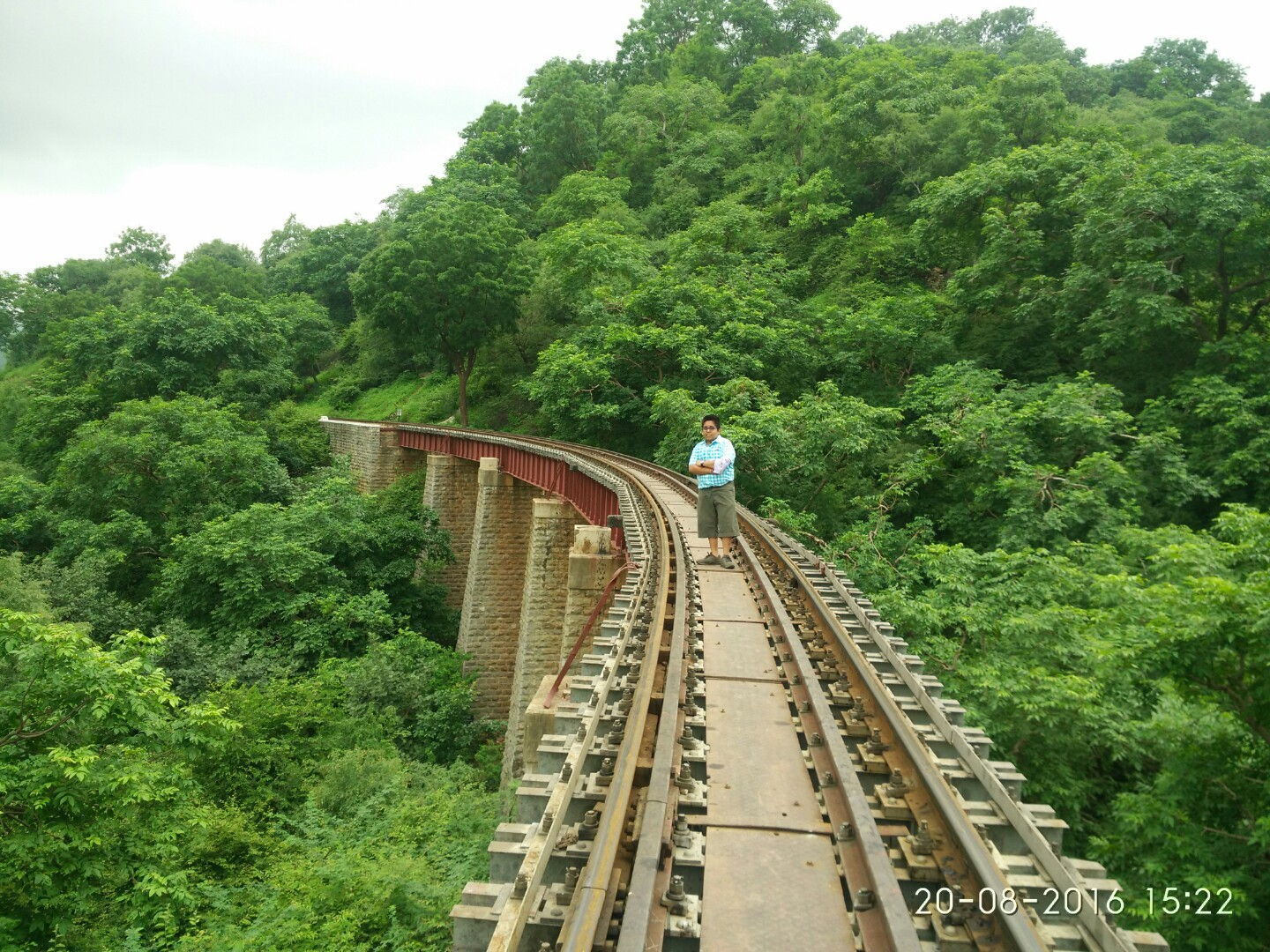
Vías de ancho mixto (ancho indio y ancho métrico) en Goran Gat

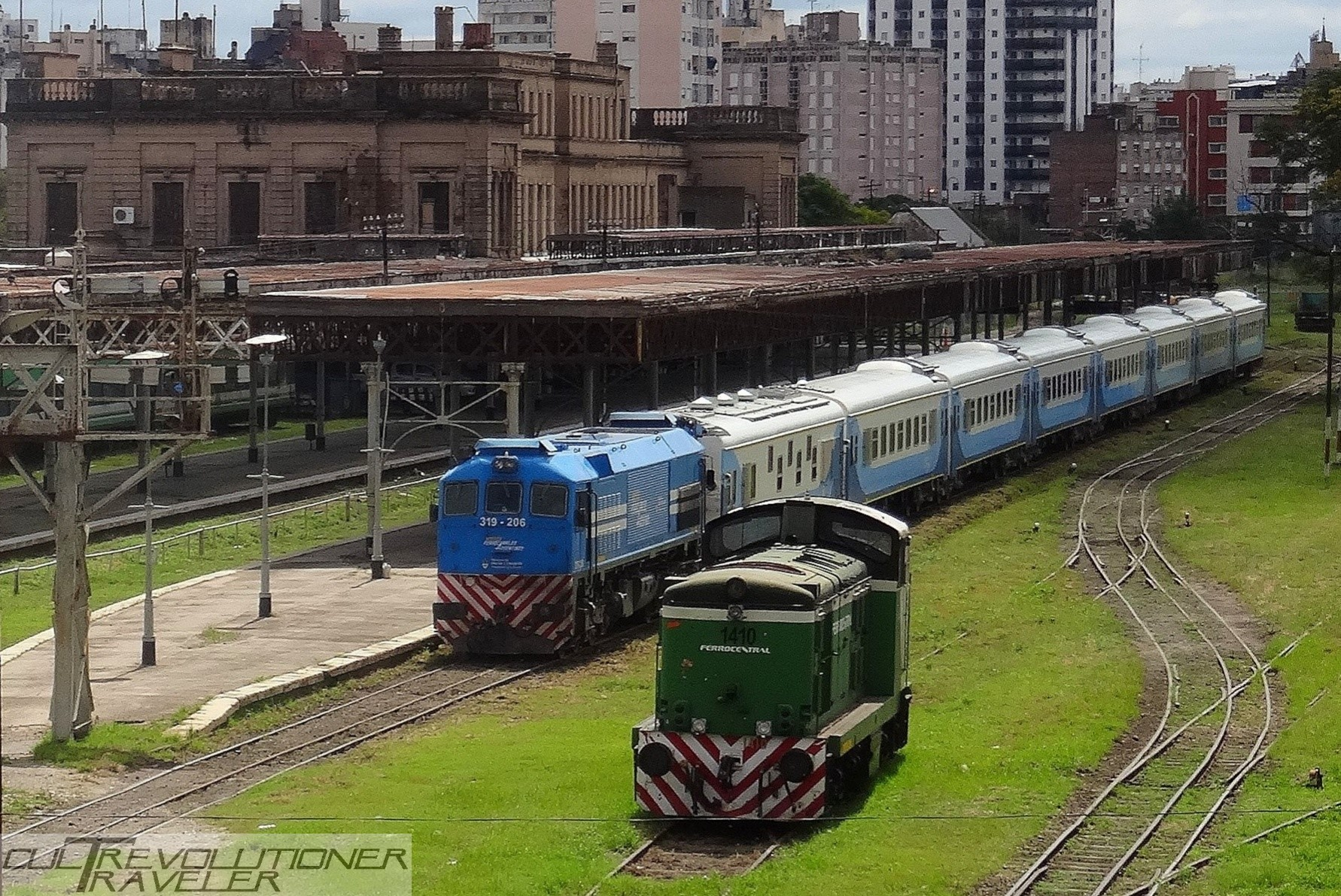
Vías de ancho mixto (indio y métrico) en la Estación de Córdoba (Argentina)

El ancho de vía indio (5 pies 6 plg (1676 mm)) es la denominación común de la medida de la vía ancha utilizada en la India, Pakistán, el oeste de Bangladés, Sri Lanka, Argentina, Chile y en el BART (Metro del Área de la Bahía de San Francisco).
En América del Norte se denominaba ancho Provincial, debido a su temprana implantación en la Provincia del Canadá. En Argentina y Chile, se conoce como "trocha ancha". En el subcontinente indio simplemente se conoce como "calibre ancho" (broad gauge) o vía de 5,5 pies. Es el tipo de vía ancha que transporta regularmente un mayor número de pasajeros en cualquier parte del mundo.
En la actualidad, están inventariadas líneas de ferrocarril de ancho indio relevantes (metros excluidos) en siete países: Argentina (26.391 km), Chile (3.428 km), India (58.404 km), Pakistán (11.492 km), Sri Lanka (1562 km), Bangladés (659 km) e Irán (94 km). Estas vías suman un total aproximado de 102.000 km, de los que unos 30.000 están en América del Sur y el resto en Asia. Suponen del orden del 10% de la longitud de vías mundial.

## Asia

### India
En la India, las primeras líneas de ferrocarril de mercancías se construyeron usando el ancho estándar. Sin embargo, en la década de 1850, el Gran Ferrocarril de la Península India adoptó el un ancho de vía de 1676 mm (5' 6") para el primer ferrocarril de pasajeros de la India, que conectaba las estaciones de Bori Bunder y de Thane. Este ancho se acabaría convirtiendo en el estándar de la red nacional.
La decisión de adoptar el ancho de 5' 6", fue tomada desde Londres en plena etapa colonial. En la correspondencia del Gobernador de la India James Broun-Ramsay (Marqués de Dalhousei), ya en 1850 se encuentran referencias a la polémica que se estaba viviendo en Gran Bretaña con respecto a la adopción del ancho de Stephenson (el que acabaría siendo el ancho estándar) o del ancho de 7 pies preconizado por Brunel. En este contexto, la adopción del ancho indio pudo haber sido una solución de compromiso intermedia, para satisfacer a aquellos que pensaban que la vía de 1435 mm (4' 81/2") era demasiado estrecha.
El transporte ferroviario en la India actual es predominantemente de vía ancha (1676 mm (5' 6")), con más de 120.000 km en servicio. La mayoría de los trayectos originalmente de vía estrecha se han convertido al ancho de vía indio, tendencia que se ha hecho extensiva a la mayoría de los tramos de la red que permanecían con vías estrechas. Las líneas de metro indias son en su mayoría de ancho estándar, aunque inicialmente algunas instalaron vías de 5,5 pies. La India batió en 2018 el récord de velocidad sobre este ancho de vía, alcanzando los 180 km/h con un Train 18, un tipo de tren de alta velocidad desarrollado en la India. En condiciones normales, la velocidad de operación de este tren es de 130 ~ 140 km/h. En 2016 ya se había registrado un récord de 160 km/h, establecido por el primer tren de alta velocidad desarrollado en la India, el Gatimaan Express.

### Bangladés
Los Ferrocarriles de Bangladés utilizan tanto sistemas de vía ancha (1676 mm (5' 6")) como de ancho métrico. La red de vía ancha se encuentra principalmente al oeste del río Yamuna, mientras que la red de vía estrecha se encuentra principalmente al este. El puente Jamuna es una estructura de uso combinado, que contiene una conexión con una vía de ancho mixto que da continuidad a ambas redes a través del río.

### Nepal
En Nepal, todos los servicios operan actualmente solo con vía de 1676 mm (5' 6") de ancho.

### Pakistán
En Pakistán, todos los servicios operan actualmente solo con vías de 1676 mm (5' 6") de anchura.

### Sri Lanka
En Sri Lanka, todos los servicios operan actualmente solo con vías de 1676 mm (5' 6").

## Europa

### Reino Unido
El ancho de 1676 mm (5' 6") se usó por primera vez en Escocia para dos líneas cortas y aisladas, el Ferrocarril de Dundee y Arbroath (1836-1847) y el Ferrocarril de Arbroath y Forfar Railway (1838). Ambas líneas se convirtieron posteriormente al ancho estándar.

### España y Portugal
El ancho ibérico, que da servicio a gran parte de España y Portugal, tiene un ancho de vía de 1668 mm (5' 5,70"), solo 8 milímetros (0,30") diferente del ancho indio (1676 mm (5' 6")). El material rodante usado en la península ibérica se ha empleado en líneas de Argentina y Chile.

## Norteamérica

### Canadá
Canadá se convirtió en la primera colonia británica, en la década de 1850, en utilizar el ancho de 1676 mm (5' 6"), conocido como el "ancho provincial" en Canadá.
Sin embargo, los primeros ferrocarriles de Canadá, incluidos el Ferrocarril de Champlain and St. Lawrence (1836), el Tranvía de Albion Colliery (1839), y el Ferrocarril de Montreal y Lachine (1847), se habían construido con ancho estándar.
El Ferrocarril Grand Trunk que operaba en varias provincias canadienses (Quebec y Ontario) y estados estadounidenses (Connecticut, Maine, Massachusetts, Nuevo Hampshire y Vermont) lo usaban, pero fueron convertidos al ancho estándar en 1873. El Ferrocarril Grand Trunk operaba desde su sede en Montreal, Quebec, aunque las oficinas centrales corporativas estaban en Londres, Inglaterra. El Ferrocarril de St. Lawrence y Atlántico que operaba en Quebec, Vermont, New Hampshire y Maine también lo usaba, pero también se convirtió al ancho estándar en 1873.
Se suele argumentar que el ancho Provincial fue seleccionado específicamente para crear una barrera con los ferrocarriles de EE. UU., dado que la  guerra anglo-estadounidense de 1812 seguía siendo un recuerdo reciente. Sin embargo, hay pocas evidencias que apoyen esta idea, que parece derivarse de sola fuente datada a finales de 1800.

### Estados Unidos
El sistema BART es el único ferrocarril en funcionamiento en los Estados Unidos que utiliza el ancho de vía de 1676 mm (5' 6"), con 109 millas (175,4 km) de rutas de doble vía. Los ingenieros originales del sistema tenían experiencia en el sector aeroespacial (en lugar de en los ferrocarriles) y tenían la intención de crear un sistema de vanguardia para que otros municipios lo emularan. El uso de vías de mayor ancho fue uno de los muchos elementos no convencionales incluidos en su diseño, que además de su ancho inusual, también utiliza carriles de plano de rodadura horizontal, en lugar del carril típico que se inclina ligeramente hacia adentro. Esto ha complicado el mantenimiento del sistema, ya que requiere juegos de ruedas a medida, sistemas de frenos y vehículos de mantenimiento sobre orugas.
El Ferrocarril de New Orleans, Opelousas y Great Western (NOO & GW) usó el ancho de 1676 mm (5' 6") hasta 1872, al igual que el Ferrocarril de Texas y New Orleans, que mantuvo el localmente conocido como "ancho de Texas" hasta 1876. Sus predecesores, el Ferrocarril Grand Trunk y el Ferrocarril de St. Lawrence y del Atlántico (que operaba en Quebec, Vermont, New Hampshire y Maine) también usaron el ancho de cinco pies y medio ("ancho canadiense","ancho provincial" o "ancho de Portland ") pero fueron transformados al ancho estándar en 1873. Varios ferrocarriles de Maine conectados al Ferrocarril Grand Trunk Railway compartieron su "ancho de Portland". El Ferrocarril de Androscoggin y Kennebec y el Ferrocarril del Ramal de Buckfield se fusionaron para formar el Ferrocarril Central de Maine, que se convirtió al ancho estándar en 1871. El único sistema de tranvía eléctrico en los EE. UU. que utilizó este ancho fue el Fairfield, Maine.
El ingeniero jefe de la compañía John A. Poor, Alvin C. Morton, compiló las siguientes ventajas del "ancho de Portland" para los ferrocarriles de Maine en 1847:
- El hinchamiento por congelación del suelo húmedo produce una superficie de asiento irregular, lo que provoca un movimiento de balanceo irregular que altera la circulación de los trenes. Una distancia entre ejes más amplia ofrecía una marcha más estable, con un menor desgaste de la rodadura del material móvil y de las vías.
- Los coches de pasajeros y vagones más anchos ofrecían más espacio para pasajeros y carga. La longitud del tren se reduciría para los vagones que transportasen la misma cantidad de carga. Los trenes más cortos disminuirían los efectos de los vientos laterales y permitirían una aplicación más eficiente de la energía.
- Las locomotoras de vía ancha ofrecían más espacio para colocar maquinaria entre las ruedas motrices, en lugar de fuera. El vaivén de los cilindros de las máquinas de vapor era una importante fuente de vibración antes de que la ingeniería mecánica adquiriera una buena comprensión de la dinámica de este problema; y mantener tal vibración cerca del centro de masas reducía el momento angular causante del balanceo.
- Cajas de fuego y calderas más amplias permitían locomotoras más potentes. La alternativa de las calderas más largas tenía la desventaja de un pobre tiro de la cámara de combustión a través de la mayor resistencia a la fricción de los tubos de calentamiento más largos.
- Locomotoras más potentes que transportaran menos coches más grandes, habrían reducido la necesidad de mano de obra para los equipos de motores y el personal de taller.
- Para las locomotoras de igual potencia, el consumo de combustible aumentaba a medida que disminuía el ancho de vía, especialmente con temperaturas exteriores más frías.
- Las locomotoras de mayor ancho más potentes serían más capaces de retirar la nieve; y de ese modo proporcionar un servicio de invierno más fiable.
- Varios anchos todavía se usaban de forma generalizada, y todavía ninguno de ellos había dominado el panorama claramente.
- La transferencia de carga era preferible al intercambio de vagones entre ferrocarriles, porque se abusó de los vagones sin titular procedentes de los ferrocarriles extranjeros.
- El sistema del Ferrocarril Grand Trunk que accedía al puerto de Portland, permitía cargar materiales para su exportación marítima sin necesidad de cambiar de ancho.
- Las ventajas potenciales de la transferencia de carga al ferrocarril de vía estándar desde Portland a Boston parecían insignificantes siempre que se dispusiera de tarifas competitivas para el transporte en barcos de vapor entre los dos puertos.
- La mayoría de la carga canadiense que se preveía transportar por ferrocarril a Portland era pesada y voluminosa en comparación con su valor, y debía transportarse a bajo costo en grandes cantidades para mantener la rentabilidad de los productores y transportistas.

## Sudamérica

### Argentina
La red ferroviaria nacional es predominantemente de 1676 mm (5' 6") de ancho .

### Chile
La mayoría de las instalaciones de los ferrocarriles de 1676 mm (5' 6") ancho se encuentran en el sur del país.

## Anchos similares y compatibilidad
El ancho ibérico (1668 mm (5' 5,70")) es muy similar, con solo una diferencia de 8 mm (0,3 plg), y permite la compatibilidad con el material rodante. Por ejemplo, en los últimos años, Chile y Argentina han comprado material rodante de ancho ibérico español/portugués de segunda mano. Los trenes de 1668 mm pueden funcionar con un ancho de 1676 mm sin adaptación, pero para una mejor estabilidad cuando se circula a altas velocidades, puede ser necesario reemplazar los juegos de ruedas. En un caso similar, el tren ruso-finlandés Allegro tiene un ancho de 1522 mm, intermedio entre el ancho ruso de 1520 mm y el finlandés de 1524 mm. La compatibilidad en sentido contrario (trenes de 1676 mm sobre vías de 1668 mm) es posible, pero no existen ejemplos ni datos. posiblemente, debido a la medida más estrecha de la vía, podría producirse un fuerte desgaste de los juegos de ruedas si no se adaptan.

## Ferrocarriles en servicio
| País/Territorio | Ferrocarril                              | Ruta/Longitud                   | Notas                                                                                    |
| --------------- | ---------------------------------------- | ------------------------------- | ---------------------------------------------------------------------------------------- |
| Argentina       | Ferrocarril San Martín                   |                                 | Excepto el Metrotranvía de Mendoza, en ancho estándar. Operativo                         |
| Argentina       | Ferrocarril Sarmiento                    |                                 | Operativo                                                                                |
| Argentina       | Ferrocarril Mitre                        |                                 | Excepto el Tren de la Costa, en ancho estándar. Operativo                                |
| Argentina       | Ferrocarril Roca                         |                                 | Excepto La Trochita y el Ramal Ferro Industrial Río Turbio en ancho de 750 mm. Operativo |
| Bangladés       | Ferrocarril de Bangladés                 | 682 kilómetros (423,8 mi)       | Operativo                                                                                |
| Chile           | Empresa de los Ferrocarriles del Estado  |                                 | Operativo                                                                                |
| India           | Ferrocarriles Indios                     | 67 368 kilómetros (41 860,6 mi) | Operativo                                                                                |
| India           | Metro de Nueva Delhi                     | 65 kilómetros (40,4 mi)         | Solo líneas de la Fase 1. Operativo                                                      |
| India           | Metro de Calcuta                         | 27,22 kilómetros (16,9 mi)      | Solo Línea 1. Operativo                                                                  |
| Irán            | Zahedán a la frontera con Pakistán       |                                 | Operativo                                                                                |
| Nepal           | Ferrocarriles de Nepal                   | 59 kilómetros (36,7 mi)         | Operativo                                                                                |
| Pakistán        | Ferrocarriles de Pakistán                | 7791 kilómetros (4841,1 mi)     | Operativo                                                                                |
| Sri Lanka       | Ferrocarriles de Sri Lanka               | 1508 kilómetros (937 mi)        | Operativo                                                                                |
| Estados Unidos  | BART (Área de la Bahía de San Francisco) | 109 millas (175,4 km)           | Operativo                                                                                |

## Instalaciones desaparecidas
| País/Territorio | Ferrocarril                                 | Ruta/Longitud          | Notas |
| --------------- | ------------------------------------------- | ---------------------- | --- |
| Canadá          | Ferrocarril Grand Trunk                     |                        | Transformado al ancho de 4 pies 8,5 plg (1435 mm) en 1873 |
| Canadá          | Ferrocarril de St. Lawrence y del Atlántico |                        | Transformado al ancho de 4 pies 8,5 plg (1435 mm) en 1873 |
| Canadá          | Grand Trunk Railway of Canada               |                        | converted to 4 pies 8,5 plg (1435 mm) |
| Canadá          | Intercolonial Railway                       |                        | Transformado al ancho de 4 pies 8,5 plg (1435 mm) en 1875 |
| Paraguay        | Ferrocarril Paraguayo                       |                        | De Asunción a Encarnación se colocó originalmente este ancho, en previsión de que la línea de conexión de Posadas a Buenos Aires se construya con la misma medida. Sin embargo, esta última línea se construyó en ancho estándar, y cuando el FCPCAL llegó a Encarnación en 1912, toda la línea tuvo que ser transformada al ancho estándar para dar continuidad a los dos trazados. |
| Reino Unido     | Ferrocarril de Arbroath y Forfar            |                        | Véase ancho escocés. Convertido a ancho estándar |
| Reino Unido     | Ferrocarril de Dundee y Arbroath            | 16,75 millas (27,0 km) | Véase ancho escocés. Convertido a ancho estándar |
| Estados Unidos  | Ferrocarril Central de Maine                |                        | Convertido a ancho estándar en 1871 |